# Жорж Везіна
Жозе́ф-Жорж-Ґонза́к Ве́зіна (фр. Joseph-Georges-Gonzague Vézina, вимова: [vɛziːnə]; *21 січня 1887, Шікутімі, Квебек —†27 березня 1926, Шікутімі, Квебек) — канадський професійний хокейний воротар, який відіграв сім сезонів у Національної хокейної асоціації (НХА) і дев'ять в Національній хокейній лізі (НХЛ) у складі команди Монреаль Канадієнс: зіграв у 327 поєдинках регулярних сезонів, а ще в 39 іграх серії плей-оф.

## Дитинство, юнацькі роки й особисте життя
Жорж — молодший син із восьми дітей місцевого пекаря й іммігранта з Санкт-Ніколас де Ларчолле (фр. St. Nicholas de Larchoelle) Жака Везіни та його дружини Клари Беллі. У дитинстві Жорж відвідував малу семінарію (фр. petit séminaire) у селищі Шікутімі аж до чотирнадцяти років, допоки не покинув школу, щоб допомагати батькові у пекарні.
Везіна одружився з Марі-Аделаїда-Стелла Морін 3 червня 1908 в Кікуті. 1912 року у них народилася перша дитина, син на ім'я Жан-Жюль. А другий син народився в ніч першої перемоги в «Монреаль Канадієнс» в Кубку Стенлі — в 1916. На честь цієї події, Жорж назвав дитину Марсель Стенлі.
Коли Везіна не грав у хокей, то, мешкаючи поблизу шкіряного заводу в Шікутімі, — жив тихим сімейним життям.

## Початки в хокейній кар'єрі
Вирісши у простій родині, Жорж окрім роботи, навчання, та недільних мес, як і більшість тогочасних хлопчаків, брав участь у вуличних спортивних змаганнях. Оскільки взимку головна дитяча забава обмежувалася до катання на ковзанах і ганянням ключкою шайби чи, навіть, консервної банки — то звичайно, подібні дитячі ігри не обминули й Везіну. Саме там, цей шустрий хлопчак відбув перші уроки гри, — та однією прикрістю ставав його вік: більшість вуличних хлопчаків були старшими, тому приходилося йому не перечити їм і ставати на ворота. Згодом Жорж звикся з цим амплуа і навіть, коли вже сам подорослішав, не проміняв би в юнацькі роки воротарську службу на гасання за консервною банкою.
Жорж своєю відвагою та впевненістю виділявся серед однолітків, що й запримітили в місцевій аматорській хокейній команді, куди запросили його і згодом. Пропозиція була досить перспективною, адже хлопці ці часто виступали зі спортивними іграми по різних місцях провінції, а синові пекаря так хотілося побачити світу: виснажлива праця-допомога в батьковій пекарні, родинні турботи, — все це побут, який тоді місцеві жителі розбавляли спортивними та пісенними заходами та ще не без користі, принісши якусь копійчину чи продукти до сімейного кошика. Саме так у свої шістнадцять років Везіна став на ковзани (до того часу майже завжди стояв у звичайному взутті) у ворота місцевої хокейної команди містечка Шікутимі: поміж трудові будні він приходив на ковзанку — і дитячій грі відволікався від побутових турбот.
Містечко Шікутімі було віддалене на більш ніж 200 км від столиці Квебеку, у глухому районі провінції, а хокейний клуб (команда) не був організований в жодній лізі. Радше це була спортивна команда ентузіастів, знана як «Саг'юнін» (фр. Saguenéens — «люди з Саг'юнею»), яких було тоді багато в провінції: вони роз'їжджали по Квебеку та зігравали товариські ігри, брали участь у фестивалях чи святкових дійствах, проводячи виставкові ігри з різними клубами чи командами.
17 лютого 1910 року хокейна команда з Шікутімі грала виставкову гру супроти «Монреаль Канадієнс» (тоді професійної команди з Національної хокейної асоціації), для яких це було чергове ігрове тренування поміж нечастими турнірними іграми в сезоні. Звичайно, аматори таки поступилися команді професіоналів «Канадієнс» останнім вдалося загнати лише одну шайбу в ворота Жоржа Везіни — тоді досить рідкісне явище, адже воротарі без 3-5 шайб у воротах не залишали гру. Це спонукало Джозефа Каттарініча, тодішнього воротаря на «Канадієнс», переконати свою команду й запропонувати пробні оглядини для Жоржа в Монреалі (спочатку продовжити з ними виставковий тур, а згодом й поїздка надовше до Монреаля). Везіна відмовився від цієї пропозиції, оскільки його чекала робота, та сімейні обов'язки (трохи більше як рік він одружився), — і, звичайно, треба було б порадитися з родиною. Залишаючись у Шікутімі Жорж довго довго обмірковував пропозицію — і таки рішив спробувати здійснити юнацьку мрію: у грудні того ж року (через весну та літо) вирушив до Монреаля — у найбільше місто як Квебеку, так і всієї Канади.

## З «канадійцями» в Національній хокейній асоціації
Жорж разом з братом П'єром подався до столиці, не довго проходили оглядини, — і керівництву команди вдалося переконати Жоржа залишитися в Монреалі. Два брати прибули 22 грудня 1910 року на острів Монреаль, хоча П'єр тоді не справив враження на команду (він добув увесь сезон, а потім повернувся додому), зате Жорж подивував всіх «канадієнс»: особливо вражаючим було використанням ключки, якою він зчаста заблоковував кидки по воротам. Тоді й було з Везіна підписано контракт на суму 800$ за сезон. 31 грудня 1910 відбувся професійний дебют Жоржа Везіна супроти «Оттава сенатор». Відтоді зіграє всі шістнадцять ігор для «Монреаль Канадієнс» в сезоні 1910/11 років, закінчуючи його з восьмома перемогами і восьмома поразками, пропустивши при цьому найменше число голів в лізі.
У наступному сезоні Везіна знову досяг у Лізі схожого результату, вигравши вісім ігор, разом з десятьма поразками. 18 січня 1913 року Везіна записав свій перший шатаут в своїй хокейній кар'єрі, під час сезону 1912-13, перемігши «сенаторів» з рахунком 6-0 — це була одна з його одинадцяти перемог у цьому сезоні. «Канадієнс» фінішували першими в НХА (уперше) в 1913-14 роках, хоч і їхній успіх розділили ще й «Торонто Блюширтс» (Toronto Blueshirts набрали однакову кількість очок). Знову Везіна пропустив найменшу кількість шайб у всій Лізі, при досягненні в тринадцять перемог і сім поразок. Згідно з правилами НХА, команда що посіла перше місце в загальнокомандному заліку буде грати в фіналах Кубка Стенлі, але у зв'язку з двома такими представниками, Канадієнс довелося зіграти дві гри, в загальній серії з командою з міста Торонто. Везіна переміг «Блюширтс» у першій грі з рахунком 2:0 в Монреалі, але пропущені шість шайб у другій грі, дозволили «Торонто Блюширтс» зіграти в фіналі за Кубок Стенлі, який згодом і виграли.
Сезон 1914-15 років був невдалим — команда навіть не пробилася до серії плей-оф. Зате наступного сезону 1914-15 років, Везіна і його «Канадієнс» виграли шістнадцять ігор, зробивщи цим команду першою в лізі. Як переможець Ліги «Канадієнс» заслужили право зіграти в 1916 році — фінал Кубка Стенлі, де на них чекав відомий «Портленд Ровсбадс» (англ. Portland Rosebuds) — чемпіони конкуруючої ліги Тихоокеанського Узбережжя Асоціація Хокею. «Канадієнс» перемогли портлендців в трьох іграх (до двох програних) у незабутній серії з п'яти ігор, вигравши Кубок Стенлі вперше в історії команди. Другий син Везіна народився в ніч на п'яту гру, ця задоволення поєдналося з бонусом в 238$, які отримали всі гравці «Монреаль Канадієнс». Отримавши цей чемпіонський титул, Везіна розгядав цей період в своєму житті, як вершину його хокейної кар'єри. Наступний сезон Везіна знову привів свою команду на вершину в НХА, в четвертий раз на сім років йому це вдалося разом з командою, «Канадієнс» знову досягли фіналу Кубка Стенлі, але цього разу вони таки поступилися «Сієтл Метрополітанс» (англ. Seattle Metropolitans).

## З «канадійцями» в Національній хокейній лізі
У ході низки нарад, проведених в період з 22 по 26 листопада 1917 року, власники команд в Національній хокейній асоціації зустрілися й утворили нову лігу — Національну хокейну лігу (НХЛ). І «Канадієнс» вступили в нову лігу, а Везіна остався надалі головним воротарем команди. 18 лютого 1918 року Везіна записав перший «шатаут» у НХЛ, відстоявши «насухо» після побоїща 9-0 на Торонто Аренас. Йому ж приписується перше в лізі воротарське асистування, коли він 28 грудня 1918 року в черговій грі зробив передачу на Несі Лалонд, той підібрав шайбу вкинуту Везіна ввірвався до площадки суперника й закинув шайбу. У свій перший сезон у НХЛ Везіна переміг у 12 іграх, програв в 9, очолив список воротарів з найменшими показником пропущених шайб 84, і відстояв одну гру насухо.
У 1918-19 роках Везіна виграв десять ігор, і допоміг своїй команді перемогти «Оттава Сенаторс» (англ. Ottawa Senators) у фіналі плей-офф за право грати в фіналі Кубка Стенлі проти чемпіона Хокейної асоціації тихоокеанського узбережжя «Сієтл Метрополітенс» (англ. Seattle Metropolitans). Але на той час страшна епідемія іспанського грипу розбушувалася в Північній Америці, що й мало свої наслідки для «Монреаль Канадієнс», оскільки після передостанньою грою вони повернулися з Сієтла, уже заразившись цією хворобою — і значна частина команди злягла. Стало неможливо провести останню гру фінальної серії Кубка Стенлі, тому й було вирішено (вперше в історії) того року кубок не вручати жодній команді.
Сезон 1923-24 років був для Везіна найуспішнішим: він дозволив забити собі лише 48 шайб у 24 іграх, це знову був найкращий показник у лізі, добивши таким чином для команди першість в лізі. А згодом він зумів забезпечити «Канадієнс» загальні перемоги в серії ігор плей-офф в Оттаві та у Ванкувері над «Ванкувер Маронс» (англ. Vancouver Maroons), призвівши до фіналу Кубка Стенлі між «Монреаль Канадієнс» і «Калгарі Тігерс» (англ. Calgary Tigers). «Канадієнс» розгромили «тигрів» з рахунком 6-1 у першій грі на «Маунт Роял Арена» (англ. Mount Royal Arena) в Монреалі, але другу гру було перенесено до Оттави, оскільки крига в Монреалі була доволі пошкоджена й нестійка для фінальної гри. У в другій грі 25 березня 1924 року перевага монреальців була відчутною, Жоржу знову вдалося зробити «шот-аут», а «Канадієнс» перемогли «тигрів» 3-0 й завоювали Кубок Стенлі.
У сезоні 1924/25 туберкульоз продовжує посилюватися в Везіна, але він все ще перемагає, ставши знову найкращим воротарем пропустивши за сезон в середньому 1,90 шайби за гру. Хоча «Канадієнс» зайняли третє місце в сезоні пропустивши вперед Гамільтон і Торонто, Монреальці, все зробили щоб перемогти в плей-офф й поборотися за Кубок Стенлі. Їм це майже вдалося (команда «гамільтонських тигрів», переможець ліги неочікувано знялась з змагань через не належну оплату з боку власників й їх замінили в розіграші монреальці). «Канадієнс» перемогли у першому турі в серії ігор супроти Торонто (тут Везіна пропустив тільки дві шайби в двох матчах плей-оф), але команда неочікувано зазнала поразки від команди з Ванкувера «Вікторія Кугарс» (Victoria Cougars), програвши три з чотирьох ігор.

## Фатальна хвороба
Повернувшись в Монреаль в тренувальний табір команди перед початком сезону 1925/26, Везіна, хоч сам на цьому не акцентував увагу, був помітно хворий, вважаючи, що болячка перейде. До моменту коли «Канадієнс» прийшлося зіграти першу гру сезону 28 листопада проти Піратів Піттсбурга, він протягом 6 тижнів впав на вазі 35 фунтів і страждав на лихоманку із температурою 102° за Фаренгейтом. Незважаючи на стан здоров'я, він вийшов на лід і, відбиваючи всі удари «Піттсбург Пайретс» (англ. Pittsburgh Pirates), завершив перший період без пропущених шайб. Хоч Везіна і блював кров'ю між періодами, він усе-таки відновився та повернутися на лід у другому періоді. Проте через кілька хвилин після відновлення гри він звалився у воротарській площадці, — і потім на ношах покинув гру: його замінив в воротах колишній воротар канадської олімпійської дружини Альфонс Лакруа.
Наступного дня після гри поставили діагноз: у Везіни туберкульоз — і порадили залишити хокейну площадку, повернутися додому та розпочати довге лікування. Він встиг ще зробити останню поїздку до роздягальні «Канадієнс» 3 грудня, щоб попрощатися зі своїми прихильниками. Лео Дандюранд пізніше описав цей епізод, коли Жорж сидів у кутку роздягальні: „…і сльози течуть йому по щоках, він споглядав на свої старі колодки й ковзани, що навіть Едді Дафур (тодішній тренер «Канадієнс») примостився у тому кутку з Жоржем; потім він попросив собі на згадку светр, який він носив в останній світовій серії його команди — і згодом тихо вийшов“. Везіна повернувся у рідне місто Шікутімі до дружини Марії, де й помер у ніч на 27 березня 1926 в лікарні «ель Готель-Діу». Хоча він зіграв лише один період для «Монреаль Канадієнс» протягом усього сезону, керівництво в честь його значущості та з поваги до його персони залишили в силі його контракт на весь сезон — і сам контракт у сумі 6000 дол. демонструє, наскільки незамінним був Жорж Везіна для команди.
Любили його в Монреалі: Везіна часто розглядався як найкращий гравець на майданчику команди «Монреаль Канадієнс», — і товариші по команді його поважали, вважаючи його духовним лідером команди та люб'язно прозиваючи «Le Concombre de Chicoutimi». За врівноважену поведінку на льоду, його ще звали «L'Silencieux Habitant»: його часто можна було бачити, як у кутку роздягальні команди сидів він один, курив люльку і читав газету. Коли поширилась вість про його смерть, газети по всій провінції Квебек віддавали належне Везіні, пишучи статті про його життя й кар'єру. Сотні поминальних католицьких мес було відправлено в його пам'ять — і більш ніж 1500 людей зібралося в соборі Шікутімі на його похороні.

## Спортивні досягнення
Один з найвідоміших воротарів в НХА та ранньої НХЛ — Жорж Везіна.
- 18 лютого 1918 — став першим воротарем в історії НХЛ здійснивший шатаут перемігши торонтців — 9:0;
- 28 грудня 1918 — став першим воротарем в історії НХЛ, що здійснив результативне асистування, після якого Несі Лалонд закинув шайбу в ворота суперників;
- двічі переможець Національної хокейної асоціації (НХА);
- 5 разів зіграв в фіналі Кубка Стенлі;
- 2 рази завоював Кубок Стенлі;
- 7 сезонів закінчував з найнижчим середнім показником пропущених шайб в сезоні;
- ще 5 разів був другим за середнім показником пропущених шайб в сезоні;
- провів 328 гри регулярного сезону та 39 ігор у серіях плей-офф (ні разу не пропустивши жодної календарної гри, починаючи з 1910 року, до 1925 року)

## Спадщина
- Попри те, що він провів значну частину кар'єри в епоху, коли воротарям не дозволено відбивати шайбу ногами, щоб уберегти ворота від голу — це правило змінено в 1918 році. Везіна розглядається як один із найславніших воротарів у хокейній історії і його слід відмітити, як одного з перших новаторів у хокеї. Саме його вдала і ефектна гра ногами спричинила до зміни суспільної думки та управлінських висновків по зміні правил в хокеї. А ще Жорж доволі впевнено володів ключкою, саме його гра та рухи ключкою були взяті й надалі на озброєння (в технічному плані) всіма голкіперами.
- Головною хокейною спадщиною Везіни став названий його ім'ям приз, який вручається найкращому воротарю ліги в поточному сезоні: Везина Трофі. На початку сезону 1926/27, Лео Дандюранд, Лео Летурно і Джозеф Катаринич, тодішні власники «Монреаль Канадієнс», безплатно подарували та заснували Кубок Везіна Трофі в НХЛ на честь Жоржа Везіна: грошову премію й кубок присуджували воротареві команди, який пропустив найменше шайб під час регулярного сезону. Перший переможець згаданого трофею був наступник Везіни в воротах «Канадієнс», Джордж Хейнсворт — він же володів цим трофеєм і в наступних двох сезонах. 1981 року НХЛ змінила формат нагородження трофеєм, тепер воротар вважається найкращим у лізі на основі опитування генеральних менеджерів команд НХЛ.
- Зал Хокейної Слави був створений в 1945 році — і в числі перших дванадцяти призовників було ім'я Жоржа Везіна.
- У 1998 році Везіна зайняв 75 номер у списку «100 найвидатніших хокеїстів».
- На честь першого професійного спортсмена, що був родом з Шікутімі, у місті в 1965 році перейменували свою хокейну арену в «Центр Жорж-Везіна».

## Зведена таблиця турнірних досягнень
| 1909-10     | Шікутімі Саґуеніннс | —           | —   | —   | —  | — | —     | —   | —  | —    | —  | —  | — | — | —    | —  | — |      |
| 1910-11     | Монреаль Канадієнс  | НХА         | 16  | 8   | 8  | 0 | 980   | 62  | 0  | 3.80 | —  | —  | — | — | —    | —  | — | —    |
| 1911-12     | Монреаль Канадієнс  | НХА         | 18  | 8   | 10 | 0 | 1109  | 66  | 0  | 3.57 | —  | —  | — | — | —    | —  | — | —    |
| 1912-13     | Монреаль Канадієнс  | НХА         | 20  | 11  | 9  | 0 | 1217  | 81  | 1  | 3.99 | —  | —  | — | — | —    | —  | — | —    |
| 1913-14     | Монреаль Канадієнс  | НХА         | 20  | 13  | 7  | 0 | 1222  | 64  | 1  | 3.14 | 2  | 1  | 1 | 0 | 120  | 6  | 1 | 3.00 |
| 1914-15     | Монреаль Канадієнс  | НХА         | 20  | 6   | 14 | 0 | 1257  | 81  | 0  | 3.86 | —  | —  | — | — | —    | —  | — | —    |
| 1915-16     | Монреаль Канадієнс  | НХА         | 24  | 16  | 7  | 1 | 1482  | 76  | 0  | 3.08 | 5  | 3  | 2 | 0 | 300  | 13 | 0 | 2.60 |
| 1916-17     | Монреаль Канадієнс  | НХА         | 20  | 10  | 10 | 0 | 1217  | 80  | 0  | 3.94 | 6  | 2  | 4 | 0 | 360  | 29 | 0 | 4.83 |
| 1917-18     | Монреаль Канадієнс  | НХЛ         | 21  | 12  | 9  | 0 | 1282  | 84  | 1  | 3.93 | 2  | 1  | 1 | 0 | 120  | 10 | 0 | 5.00 |
| 1918-19     | Монреаль Канадієнс  | НХЛ         | 18  | 10  | 8  | 0 | 1117  | 78  | 1  | 4.19 | 10 | 6  | 3 | 1 | 636  | 37 | 1 | 3.49 |
| 1919-20     | Монреаль Канадієнс  | НХЛ         | 24  | 13  | 11 | 0 | 1456  | 113 | 0  | 4.66 | —  | —  | — | — | —    | —  | — | —    |
| 1920-21     | Монреаль Канадієнс  | НХЛ         | 24  | 13  | 11 | 0 | 1441  | 99  | 1  | 4.12 | —  | —  | — | — | —    | —  | — | —    |
| 1921-22     | Монреаль Канадієнс  | НХЛ         | 24  | 12  | 11 | 1 | 1469  | 94  | 0  | 3.84 | —  | —  | — | — | —    | —  | — | —    |
| 1922-23     | Монреаль Канадієнс  | НХЛ         | 24  | 13  | 9  | 2 | 1488  | 61  | 2  | 2.46 | 2  | 1  | 1 | 0 | 120  | 3  | 0 | 1.50 |
| 1923-24     | Монреаль Канадієнс  | НХЛ         | 24  | 13  | 11 | 0 | 1459  | 48  | 3  | 1.97 | 6  | 6  | 0 | 0 | 360  | 6  | 2 | 1.00 |
| 1924-25     | Монреаль Канадієнс  | НХЛ         | 30  | 17  | 11 | 2 | 1860  | 56  | 5  | 1.81 | 6  | 3  | 3 | 0 | 360  | 18 | 1 | 3.00 |
| 1925-26     | Монреаль Канадієнс  | НХЛ         | 1   | 0   | 0  | 0 | 20    | 0   | 0  | 0.00 | —  | —  | — | — | —    | —  | — | —    |
| НХА загалом | НХА загалом         | НХА загалом | 138 | 72  | 65 | 1 | 8484  | 510 | 2  | 3.61 | 13 | 6  | 7 | 0 | 780  | 48 | 1 | 3.69 |
| НХЛ загалом | НХЛ загалом         | НХЛ загалом | 190 | 103 | 81 | 5 | 11592 | 633 | 13 | 3.28 | 26 | 17 | 8 | 1 | 1596 | 74 | 4 | 2.78 |